# 安德烈亚斯·托希尔德森
安德烈亚斯·托希尔德森（挪威語：Andreas Thorkildsen，1982年4月1日—），挪威男子田径运动员，主攻标枪。他曾代表挪威参加2004年、2008年和2012年夏季奥林匹克运动会田径比赛，获得二枚金牌。